# Kemoterapija
Kemoterapija dobesedno sicer pomeni uporabo kemičnih snovi za zdravljenje bolezni, a ta pojem danes uporabljamo skoraj izključno kot ime metode zdravljenja raka z uvajanjem zdravil (citostatikov/kemoterapevtikov) s pomočjo infuzije v bolnikov krvni obtok.
Citostatiki so zdravila, ki uničujejo rakaste celice in sicer tako, da izkoriščajo dejstvo, da so rakaste celice mlade celice (ker se hitro delijo). Žal pa citostatiki poškodujejo tudi zdrave mlade celice, to so celice organov, ki se stalno obnavljajo (sluznice, lasje, ...), s čimer povzročajo neželene stranske učinke (izpadanje las, navzea, utrujenost), ki pa kmalu minejo. Tudi lasje ponovno zrastejo.
S pomočjo kemoterapije se lahko tumor ali metastaza popolnoma uniči, lahko pa se toliko zmanjša, da je možna odstranitev s kirurškim posegom.